# Agnieszka Antończyk
Agnieszka Katarzyna Antończyk – polska lekarz weterynarii, doktor habilitowany nauk weterynaryjnych, adiunkt na Uniwersytecie Przyrodniczym we Wrocławiu, specjalistka od andrologii.

## Kariera naukowa
W 2008 roku na Uniwersytecie Przyrodniczym we Wrocławiu uzyskała tytuł lekarza weterynarii. W 2012 roku została zatrudniona na tejże uczelni, a w 2013 roku na jej Wydziale Medycyny Weterynaryjnej uzyskała stopień doktora nauk weterynaryjnych na podstawie rozprawy pt. Komputerowa analiza ruchliwości i morfologii plemników psa w nasieniu świeżym i poddanym kriokonserwacji, której promotorem był Wojciech Niżański. W 2023 roku ta sama uczelnia nadała jej stopień doktora habilitowanego nauk weterynaryjnych w dyscyplinie weterynarii na podstawie pracy pt. Analiza czynników ryzyka anestezjologicznego wpływających na żywotność szczeniąt urodzonych w wyniku planowego cięcia cesarskiego.